# 遲姓
遲姓是一個中文姓氏，部分出自于尉迟姓，发源于今山西省。它在中國大陆和台湾都没有列入百家姓前一百位。迟姓无论是在古代还是现在都是一个小姓，后世繁衍主要分布于山东省，在南方福建、广东以及云南、江苏等地也有分布。望族居于太原郡，治所晋阳，在今山西省太原市西南。迟氏是一个多民族、多源流的古老姓氏群体，在当今中国大陆姓氏排行榜上名列第238位，在台灣则名列第262位，人口约40万6000余，占全国人口总数的0.0025%左右。

## 起源
- 遲姓起源：出自商代賢人遲任，子孫以遲為姓。
- 出自尉遲姓，南北朝時期北魏鮮卑族有尉遲姓，入中原後逐漸漢化，一部份尉遲姓族群簡單以遲為姓。
- 出自鲁孝公之子公子展西周晚期，鲁孝公有个儿子叫公子展，亦称公子辗。在公子展的后裔子孙中，有以先祖名字为姓氏者，称辗迟氏，后省文简改为单姓迟氏、展氏等。[原創研究？]

## 迁徙分布
迟氏在全国分布较广，山东省的济南市，青岛市即墨区、胶州市、平度市，烟台市莱阳市、海阳市、栖霞市、招远市、龙口市、蓬莱市长山岛，日照市东港区，聊城市临清市、茌平县，诸城市、高密市，威海市文登区、荣成市，德州市宁津县、陵县、东阿县、济宁市鱼台县、临清市，云南省的玉溪市新平县、昭通市彝良县、昆明市昆阳县、寻甸县，贵州省的贵阳市花溪区，辽宁省的沈阳市、大连市、营口市、瓦房店市、庄河市、海城市、鞍山市、丹东市东港区、开原县、朝阳市、台安县、铁岭市昌图县、盘锦市，吉林省的四平市、长春市农安县、蛟河市、德惠市、榆树县、敦化市、公主岭市、通化市，北京市，海南省，黑龙江省的齐齐哈尔市、尚志县、大庆市安达县、望奎县、铁力市、哈尔滨市、呼玛县、牡丹江市、绥化市、双鸭山市、肇东市、绥陵县，宁夏回族自治区的银川市，内蒙古自治区赤峰市宁城县、呼伦贝尔盟莫力达瓦自治旗，河南省的西华市，四川省的成都市，广东省的广州市，河北省的沧州市南皮县、石家庄市、秦皇岛市，安徽省的合肥市、马鞍山市，新疆维吾尔自治区的哈密市，福建省的福州市、永泰县、永春县，广东省的广州市、惠洲市。中國大陸以外的部分則是台灣的台北市、台中市以及日本等地，均有迟氏族人分布。华北、东北及内蒙等区域迟姓多从山东省迟姓迁徙。

## 家谱
- 山东莱阳迟氏家谱，著者待考，民国二十年毛笔正楷手写本。注：为明末山东蓬莱大迟家迁移至莱阳的一支。现被收藏在秦鑫手中。
- 山东日照迟氏族谱，著者待考，清朝末年木刻活字印本，2008年阖族重修。现被收藏在山东省日照市迟明柏处。
- 山东胶州迟家续谱，(民国)阖族继修，民国年间木刻活字印本，1954年续修。现被收藏在山东省
- 安徽横阳尉迟氏宗谱，著者待考，清朝年间木刻活字印本。现被收藏在安徽省图书馆、安徽省马鞍山市当涂县博望镇横山村。

## 延伸阅读
[在维基数据编辑]
 《欽定古今圖書集成·明倫彙編·氏族典·遲姓部》，出自陈梦雷《古今圖書集成》